# Condado de Catron
O Condado de Catron é um dos 33 condados do Estado americano do Novo México. A sede do condado é Reserve, e sua maior cidade é Reserve. O condado possui uma área de 17 946 km² (dos quais 3 km² estão cobertos por água), uma população de 3 543 habitantes, e uma densidade populacional de 0,2 hab/km² (segundo o censo nacional de 2000). O condado foi fundado em 1921.